# Хейсин, Евгений Минеевич
Евгений Минеевич Хейсин (1907—1968) — советский зоолог, паразитолог, протистолог.

## Биография
Родился 4 (17) сентября 1907 г. в Санкт-Петербурге в семье врача, литератора, «искровца» Минея Леонтьевича Хейсина и литературного критика, публицистки и переводчицы Лидии Васильевны Хейсиной (Раутенберг) (псевд. Щеглова, Л; Щегло В. А.; Щегло Л.).
В 1925 году по окончании школы поступил на Биологический факультет Ленинградского университета. Способности Хейсина, талант исследователя и экспериментатора уже тогда обратили на себя внимание зоолога, профессора В. А. Догеля, на кафедре которого он занимался и вёл научную работу с первых курсов до окончания в 1930 году. Ещё студентом он провёл исследования своеобразной группы паразитических инфузорий Astomata из малощетинковых кольчатых червей оз. Байкал. Изучал также паразитических инфузорий моллюсков и других беспозвоночных этого озера. Таким образом, уже первые работы Хейсина были посвящены паразитическим организмам. Интерес к ним не ослабел и после окончания университета, во время работы в Туркменском химико-бактериологическом институте, а затем в Педагогическом институте им. Герцена. Появляется ряд статей о дизентерийных и кишечных амебах, о Balantidium coli и других паразитических простейших кишечника человека. Публикуются работы о строении яиц широкого лентеца и стойкости их к различным воздействиям.
Но основное внимание Хейсина было обращено на центральную группу споровиков — кокцидий. Не ограничиваясь исследованием морфологии этих паразитов на различных стадиях их жизненного цикла, Хейсин подробно изучал влияние различных факторов на эти стадии и на продолжительность самого жизненного цикла; исследовал также вопросы изменчивости ооцист и проницаемости их оболочек.
Интерес Хейсина к кокцидиям не ослабевал до последних лет его жизни. Им была посвящена докторская диссертация, опубликованная в виде монографии «Жизненные циклы кокцидий кролика» в 1947 году. Постоянное углубление исследований позволило ему дать также подробные сведения об ультраструктуре этих одноклеточных организмов на разных стадиях жизненного цикла, а также провести цитохимический анализ. Уже исследования 30-х годов позволили Хейсину подойти к решению важных теоретических вопросов о влиянии внешних факторов на циклы развития паразитических простейших. Более поздние исследования дали ему возможность, наряду с опубликованием большого количества интересных статей, посвященных рассмотрению кокцидии в самых разнообразных аспектах, издать в 1967 году солидную обобщающую монографию о жизненных циклах кокцидий домашних животных, имеющую большое практическое значение.
В 1948 году, после сессии ВАСХНИЛ, Хейсин покинул Ленинград и перешёл в Карельский государственный университет, где он в течение 6 лет заведовал кафедрой зоологии. Здесь его исследовательская работа обогатилась новым направлением. В короткий срок, совместно с работающими у него студентами, Хейсин проводит углублённое исследование биологии и распространения иксодовых клещей Карелии, переносчиков энцефалита человека и пироплазмоза крупного рогатого скота. Не ограничиваясь изучением переносчиков, он обращает свое внимание и на непосредственных возбудителей заболеваний — пироплазмид. Его работы дали возможность не только уточнить морфологию этих малоизученных и трудно поддающихся исследованию простейших, но и расшифровать их жизненный цикл. Полученные при этом сведения, что у пироплазмид отсутствует половой процесс, поставили в свою очередь вопрос о пересмотре положения их в системе Protozoa и об исключении их из класса споровиков.
Работа Хейсина в Лаборатории микроскопии Института цитологии АН СССР, которой он руководил, ещё больше расширила круг его исследований. Перу Хейсина принадлежат статьи об ультраструктуре спор Myxobolus (миксоспоридий), Giardia duodenalis и токсоплазм. Наконец, большое число работ посвящено изучению и свободноживущих инфузорий с помощью электронной микроскопии, ультрафиолетовой фотометрии и других современных методов исследования.
Широкая эрудиция позволила Хейсину принять участие в решении ряда общих вопросов, связанных с перестройкой всей системы простейших и с составлением обзорно-критических работ по протистологии и паразитологии. Наиболее значительными достижениями в этой области были статьи о систематике простейших, а также участие (совместно с Ю. И. Полянским) в переработке и переиздании крупнейших сводок В. А. Догеля — «Общая паразитология» и «Общая протозоология». При этом последняя сводка подверглась столь существенной переработке, что Евгений Минеевич стал одним из соавторов этой книги. Эти работы переведены на иностранные языки и пользуются большим успехом за рубежом. Перу Евгения Минеевича принадлежит более 130 печатных работ. Велики заслуги Евгения Минеевича и в воспитании биологических кадров — студентов и аспирантов во время работы в Педагогическом институте им. Герцена, Карельском и Ленинградском университетах (где Евгений Минеевич работал по совместительству с 1955 г.), аспирантов и стажеров в Институте цитологии.
Чрезвычайно широко проводились им многочисленные консультации специалистам, приезжавшим не только из разных уголков Советского Союза, но и из-за рубежа. Активно принимая участие в международных конгрессах (XIV Зоологический в Лондоне и X V Зоологический в Вашингтоне) и конференциях (Международные протозоологические в Праге и Лондоне), Евгений Минеевич пропагандировал за рубежом достижения отечественной биологии.
Также занимался редакционной деятельностью, был членом редакционной коллегии международного журнала «Acta Protistologica» и одним из активных работников редакций журналов «Цитология» и «Паразитология».
Умер 26 июня 1968 года.

## Основные публикации
- Хейсин, Евгений Минеевич. Определительные таблицы водных насекомых : Пособие для студентов-заочников / Проф. Е. М. Хейсин ; Ленингр. гос. пед. ин-т им. А. А. Герцена. Кафедра зоологии. — Ленинград : тип. № 2 Упр. изд-в и полиграфии Ленгорисполкома, 1947. — 21 с., включ. 1 с. обл.; 20 см.
- Хейсин, Евгений Минеевич. Кокцидии кишечника кролика : Дисс. на соискание ученой степени доктора биол. наук / Е. М. Хейсин. — Ленинград : [б. и.], 1947. — 232 с., 11 л. табл.; 22 см. — (Ленинградский государственный педагогический институт им. А. И. Герцена. Кафедра зоологии/ Chief ed. prof. G. Poljansky; Т. 51)
- Хейсин, Евгений Минеевич. Глисты человека и борьба с ними. — Петрозаводск : Гос. изд-во Карело-Фин. ССР, 1951. — 64 с. : ил.; 20 см.
- Хейсин, Евгений Минеевич. Краткий определитель пресноводной фауны / Проф. Е. М. Хейсин. — Ленинград ; Москва : Учпедгиз. Ленингр. отд-ние, 1951. — 160 с. : ил.; 21 см.
- Хейсин, Евгений Минеевич. Stručný klič k určování sladkovodních živočichů [Текст] / J. M. Chejsin ; Z rus. přel. doc. dr. Oldřich Pravda. — Praha : Státní pedagogické nakl., 1955. — 175 s. : il.; 20 см. — (Dědictví Komenského. Metodické příručky; Kn. 670; Sv. 37)
- Хейсин, Евгений Минеевич. Краткий определитель пресноводной фауны / Проф. Е. М. Хейсин. — 2-е изд., испр. и доп. — Москва : Учпедгиз, 1962. — 148 с., 4 л. ил. : ил.; 21 см
- Электронная и флуоресцентная микроскопия клетки : [Сборник статей] / Акад. наук СССР. Науч. совет по проблемам цитологии; [Ред. коллегия: … Е. М. Хейсин (отв. ред.)]. — Москва ; Ленинград : Наука. [Ленингр. отд-ние], 1964. — 170 с., 26 л. ил. : черт.; 26 см.
- Электронная микроскопия клеток животных : [Сборник статей] / АН СССР. Ин-т цитологии; [Отв. ред. Е. М. Хейсин]. — Москва ; Ленинград : Наука. [Ленингр. отд-ние], 1966. — 147 с. : ил.; 26 см
- Хейсин, Евгений Минеевич. Жизненные циклы кокцидий домашних животных / АН СССР. Ин-т цитологии. — Ленинград : Наука. Ленингр. отд-ние, 1967. — 194 с., 11 л. ил. : ил.; 27 см
- Нормальная и патологическая цитология паренхимы печени / Отв. ред. Е. М. Хейсин ; АН СССР. Ин-т цитологии. — Ленинград : Наука. Ленингр. отд-ние, 1969. — 194 с., 37 л. ил. : ил.; 27 см